# 庶妃陳氏
庶妃陳氏（17世纪?—1690年），陳氏，清朝顺治帝的嫔御，后世文献称為庶妃陈氏。

## 生平
陳氏的出生年份不詳，目前並不清楚她是在何時被順治帝收為後宮主位。当时，顺治帝的妃嫔尚無一套完整且系統化的編制，她的初始位份應為格格級庶妃。因為參考已知的情況可知，順治朝的福晉級庶妃多數為蒙古王公之女，而小福晉級庶妃多數為八旗出身且為順治帝生育過子女。
顺治九年（1652年）三月十五日子時，陈氏生顺治帝长女（順治十年十月夭折）。順治十二年，揚州傳聞奉旨採買淑女時，順治帝特意澄清：「太祖、太宗制度，宮中從無漢女，且朕素奉皇太后慈訓，豈敢妄行。即天下太平之後，尚且不為，何况今日」，可見當時已入宮的陳氏並非民籍出身。顺治十四年（1657年）十一月初四日申時，陈氏生顺治帝第五子恭亲王常宁。康熙九年，順治帝的遺孀內有六位小福晉，未見陳氏之名。

## 影视作品
| 时间   | 影視作品     | 使用的名字/称谓      | 演員 |
| 2011年 | 《紫禁惊雷》 | 陈秀妃是影射庶妃陈氏 | 吕珊 |

## 相關
- 清朝皇后及妃嬪列表